# Thème (littérature)
Pour les articles homonymes, voir Thème.

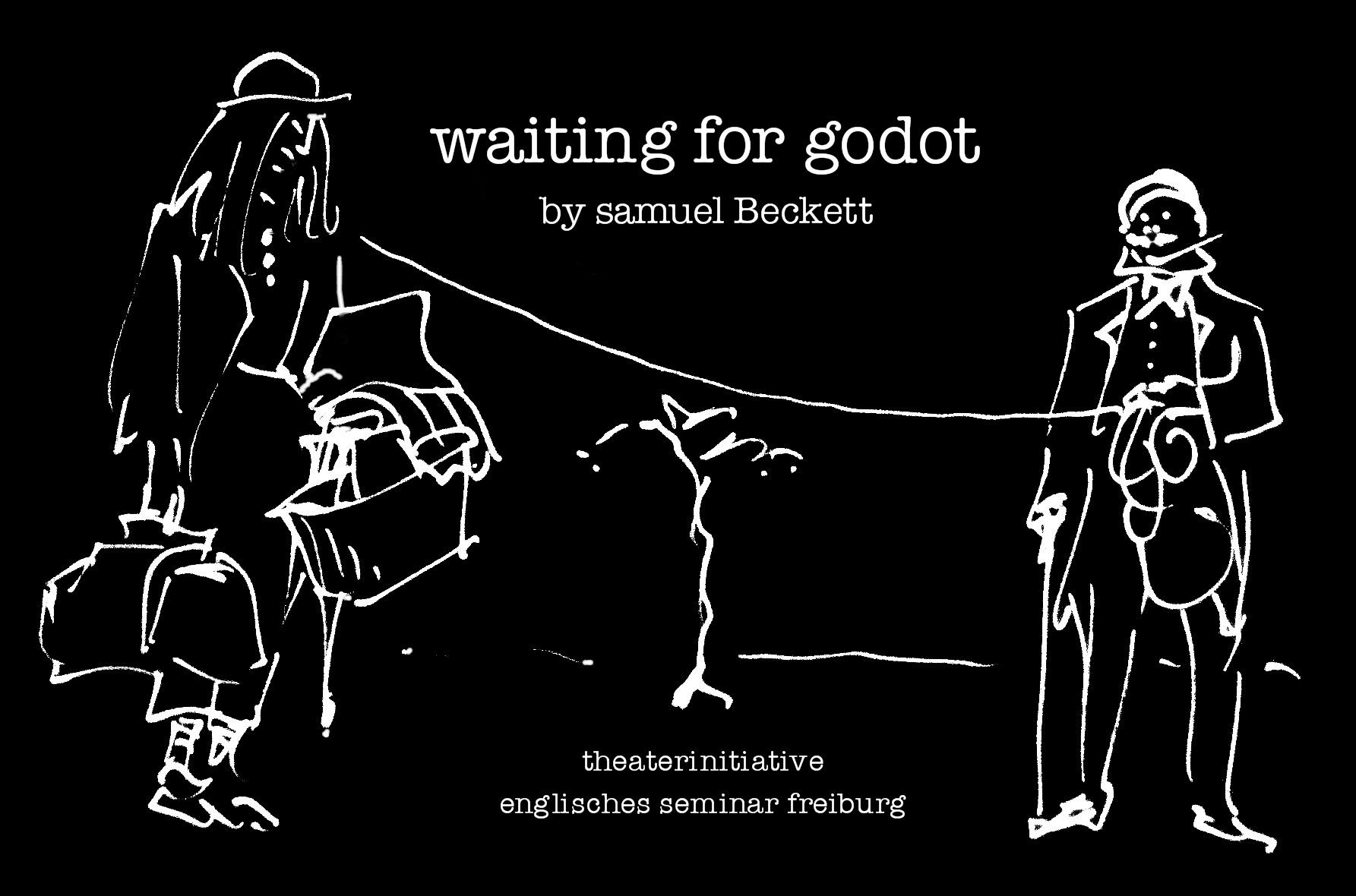
Affiche de En attendant Godot (Samuel Beckett, 1952). La convention littéraire exige qu'une pièce de théâtre ait un thème qui soutienne l'action et lui donne un sens ; en fait, elle exige que « les choses arrivent » (la colère / d'un Espagnol assis n'est pas tempérée / s'il n'est pas représenté dans deux heures / jusqu'au Jugement dernier de la Genèse -Arte nuevo de hacer comedias, Lope de Vega, 1609-). D'autre part, la littérature d'avant-garde, qui repose sur la rupture des conventions, permet à l'auteur de provoquer chez le spectateur ou le lecteur l'étrange sensation qu'il n'y a pas de thème, que « rien ne se passe », comme dans cet exemple de théâtre de l'absurde, où le thème est en réalité l'existence humaine elle-même. Dans le roman paradigmatique El Jarama (Rafael Sánchez Ferlosio, 1955), reflet extrêmement détaillé d'un fragment de la réalité, le récit se déroule apparemment « sans thème » pour lui donner un sens. Il en va de même pour l'expérimentation du cinéma d'auteur, qui s'oppose aux conventions cinématographiques du cinéma commercial (où le rythme de l'action est essentiel), ou pour la musique et les arts plastiques contemporains.

Le thème est, en littérature, un sujet abordé dans un texte ou une œuvre, par exemple : l’absurde, l’ambition, l’amour, l’angoisse, l’argent, la courtoisie ou encore l’éducation.
L’étude des thèmes est intéressante dans la mesure où elle permet d’apprécier comment un même sujet a été traité différemment dans les lettres françaises, elle débouche inévitablement sur les notions de genre comme l'épopée, comédie ou roman ; de mouvements culturels comme le classicisme, le romantisme ou le naturalisme ou encore sur les questions littéraires générales : réalisme, invention, création etc. L’étude des thèmes permet donc, par comparaison avec d’autres œuvres similaires, une meilleure caractérisation de l’ouvrage étudié par les ressemblances et les différences, par l’appui sur une tradition ou au contraire par la force de novation.
Le thème, le registre et le type de texte permettent de caractériser une œuvre.